# Simplon (stacja metra)
Simplon – stacja linii nr 4 metra w Paryżu. Stacja znajduje się w 18. dzielnicy Paryża. Została otwarta 14 maja 1908 roku. Między majem a czerwcem 2020 roku trwał montaż automatycznych drzwi peronowych.